# Кастельяни, Гонсало
Гонсало Пабло Кастельяни (исп. Gonzalo Pablo Castellani; 10 августа 1987, Буэнос-Айрес) — аргентинский футболист, полузащитник клуба «Дефенса и Хустисия».

## Биография
Гонсало Кастельяни начинал свою карьеру футболиста в аргентинском клубе «Феррокарриль Оэсте» из Буэнос-Айреса, выступавшем в Примере B Насьональ, в 2006 году. В 2010 году он перешёл в клуб испанской Примеры «Вильярреал». Первые полтора сезона Кастельяни играл за резервную команду клуба, выступавшую в Сегунде. 18 декабря 2011 года он дебютировал в испанской Примере, выйдя на замену в середине второго тайма гостевой игры с «Осасуной».
В июле 2012 года Кастельяни вернулся в Аргентину, подписав контракт с клубом «Годой-Крус». 3 мая 2013 года он впервые забил в рамках аргентинской Примеры, в домашнем матче против «Колона». 24 февраля 2014 года Кастельяни сделал хет-трик в домашней игре с «Росарио Сентраль». В июле того же года он перешёл в «Боку Хуниорс», а спустя год был отдан в аренду «Ланусу».
В 2016 году «Ланус» во второй раз в своей истории стал чемпионом Аргентины. Кастельяни в триумфальном для команды турнире появлялся на поле в 7 матчах, и лишь в трёх — в стартовом составе.

## Достижения
- Чемпион Аргентины (3): 2015, 2016, 2016/17
- Обладатель Кубка Колумбии (1): 2018